# ۵۹۷ (میلادی)

## زادروزها
- امپراتور کوتوکو، امپراتور ژاپن (درگذشت: ۶۵۴ م.)
- چو سویلیانگ، صدر اعظم چینی دودمان تانگ. (درگذشت: ۶۵۸ م.)

## مرگ‌ها
- شهبانو فردگوند مادر کلوتار دوم پادشاه فرانک‌ها درگذشت.